# アーロン・グランディディエ
- アーロン・グランディディエ＝ンカナン

アーロン・グランディディエ＝ンカナン（Aaron Grandidier-Nkanang、2000年5月18日 - ）は、トップ14のセクシオン・パロワーズに所属するフランスのラグビー選手であり、フランスラグビーセブンズ代表としても活躍している。

## 経歴

### 若年期とキャリアの始まり
アーロン・グランディディエは、イギリスのロンドンでイギリス人の父とフランス人の母の間に生まれ、ケントで育ちました。彼はセント・オラフズ・グラマー・スクールで教育を受け、11歳でラグビーユニオンを始めましたが、14歳のときにバスケットボールに一時転向しました。2017年に17歳でイングランドのOld Elthamians RFCに参加し、ナショナルリーグ1でプレーしました。
アーロンはイングランドの高校生代表であるEngland Counties XVに選ばれ、アイルランドとの2つのテストマッチに勝利しました。その後、トゥイッケナム大学でグラフィックデザインを学んでいる間にラグビーセブンズに出会い、2019年にイングランドのラグビーセブンズアカデミーに参加しました。

### プロキャリア
2019年、アーロンはCAブリーヴに加入し、フランス代表の開発チームにも選ばれました。2022年には、フランスラグビーセブンズ代表としてデビューし、2022-2023ワールドラグビーセブンズシリーズの初期ステージで17トライを記録し注目を集めました。
2024年、彼はトップ14に進出し、セクション・パロワーズと契約しました。同年、アーロンはパリオリンピックのフランス代表として金メダルを獲得しました。

## プライベート
アーロン・グランディディエは、DJ Aztekという名前でモデルやDJとしても活動しています。

## 受賞歴
フランスラグビーセブンズ代表：
- 2023年 香港大会 3位
- 2024年 バンクーバー大会 3位
- 2024年 ロサンゼルス大会 優勝
- 2023-2024年 ワールドラグビーセブンズシリーズ 優勝（マドリード大会）
- 2024年 パリオリンピック 金メダル